# سد براعة
سد براعة (اليابانية: Saiku Reservoir) هو سد ترابي يقع في محافظة ميه في اليابان. يستخدم السد للري. تبلغ مساحة مستجمعات المياه للسد 0.7 كيلومتر مربع، ويحجز السد حوالي 30 هكتارًا من الأراضي عند امتلائه يخزن 2002 ألف متر مكعب من المياه. بدأ بناء السد عام 1993 واكتمل عام 2011.